# Ram-Leela
Ram-Leela (Hindi गोलियों की रासलीला रामलीला Goliyon Ki Raasleela Ram-Leela) ist ein Hindi-Film, der am 15. November 2013 in Indien und am 21. November 2013 in Deutschland in den Kinos anlief. In den deutschen Kinos lief er mit deutschen Untertiteln (OmU). Regie führte Sanjay Leela Bhansali und die Hauptrollen sind mit Ranveer Singh und Deepika Padukone besetzt. Der Film ist von William Shakespeares Romeo und Julia inspiriert.

## Handlung
Seit Jahrhunderten sind die Familien des selbstbewussten Ram und der furchtlosen Leela verfeindet. Trotz der Widrigkeiten fühlen sie sich zueinander hingezogen und verlieben sich ineinander. Dieser Umstand sorgt natürlich für Aufruhr in beiden Familien und statt in der Verbindung der Kinder eine Möglichkeit zur Beilegung ihrer Konflikte zu sehen, verbieten die Eltern dem verliebten Pärchen ein erneutes Treffen. Der Film schildert den Verlauf der Liebesgeschichte auf dem Hintergrund dieser Schwierigkeiten.

## Musik
Ram-Leela ist der zweite Film von Sanjay Leela Bhansali, dessen Filmmusik er komponiert hat; der erste war Guzaarish. Das Album wurde am 2. Oktober 2013 unter dem Musiklabel Eros Music veröffentlicht.
| #  | Titel                  | Sänger/in                 | Länge |
| -- | ---------------------- | ------------------------- | ----- |
| 1  | Ang Laga De            | Aditi Paul, Shail Hada    | 5:27  |
| 2  | Dhoop                  | Shreya Ghoshal            | 3:36  |
| 3  | Ishqyaun Dhishqyaun    | Aditya Narayan            | 4:51  |
| 4  | Laal Ishq              | Arijit Singh              | 6:27  |
| 5  | Lahu Munh Lag Gaya     | Shail Hada                | 5:00  |
| 6  | Mor Bani Thanghat Kare | Osman Mir, Aditi Paul     | 3:58  |
| 7  | Nagada Sang Dhol       | Shreya Ghoshal, Osman Mir | 4:33  |
| 8  | Poore Chand            | Shail Hada                | 4:08  |
| 9  | Ram Chahe Leela        | Bhoomi Trivedi            | 4:04  |
| 10 | Tattad Tattad          | Aditya Narayan            | 4:58  |

## Kritik
„‚Ram-Leela’ ist eine schöne, stürmische, aber nicht effektive Bollywood-Adaption von ‚Romeo und Julia’, die aber etwas sehr Ungewöhnliches schafft: Man fiebert mit bis zur letzten Szene.“